# Pine Township (comté de Clearfield, Pennsylvanie)
Pour les articles homonymes, voir Pine Township.
Pine Township est un township, situé au nord de la partie centrale du comté de Clearfield, aux États-Unis,. En 2010, il comptait une population de 60 habitants.

## Démographie
Lors du recensement de 2010, le township comptait une population de 60 habitants. Elle est également estimée, en 2018, à 57 habitants.

### Source de la traduction
- (en) Cet article est partiellement ou en totalité issu de l’article de Wikipédia en anglais intitulé « Pine Township, Clearfield County, Pennsylvania » (voir la liste des auteurs).